# Músculo cremaster
O músculo cremaster ou cremáster é um músculo que se insere no escroto e age suspendendo o testículo. Constitui-se de fibras musculares contínuas ao músculo oblíquo interno do abdômen.
A função do músculo cremaster está relacionada com a manutenção da temperatura dos testículos. No ser humano, se os testículos forem submetidos à temperatura média interna do corpo, de cerca de 36,5 °C, poderá ocorrer diminuição ou cessação da espermatogênese, que é a produção de espermatozoides. Entretanto, a exposição dos testículos e do escroto a temperaturas baixas, pode dificultar o suprimento sanguíneo.
O músculo cremaster age contraindo-se para aproximar os testículos do tronco, para aquecê-los, ou relaxando e afastando os testículos para resfriá-los. Este mecanismo de contração e relaxamento provoca uma visível movimentação dos testículos e ocorre de forma involuntária.
Quando a base da coxa de um indivíduo em repouso é estimulada, em sua face medial, ou interna, o cremaster se contrai. A este fenômeno se dá o nome de reflexo cremastérico.
Descida dos Testículos

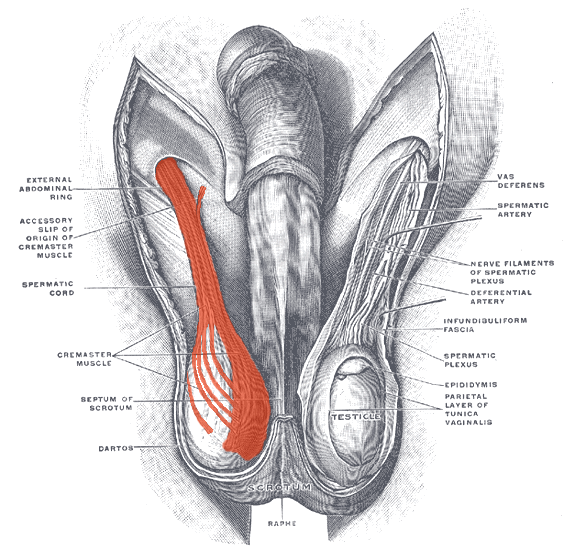
Músculo Cremaster

Os testículos começam seu desenvolvimento como estruturas retroperitoneais na cavidade abdominopélvica, logo abaixo dos rins. À medida que o desenvolvimento prossegue, os testículos movem-se caudalmente em direção às dobras da parede abdominal chamada dobras ou eminências labioescrotais. Estas estão localizadas logo abaixo do pênis na porção anterior do triângulo urogenital do períneo, e se desenvolvem em escroto. Ao mesmo tempo que os testículos se movem em direção às eminências escrotais, uma evaginação do peritônio chamada processo vaginal se forma acima do ramo superior do osso púbis e se estende através do canal inguinal para as duas câmaras do escroto. Os testículos, que permanecem atrás do peritônio, seguem o processo vaginal para fora da cavidade abdominopélvica, seu suprimento sanguíneo os acompanha. Assim, as artérias testiculares deixam a aorta – as veias testiculares se unem à veia cava inferior (a veia testicular esquerda, por meio da veia renal esquerda) – na região dos rins, perto do local original dos testículos, e seguem suas etapas de descida até o escroto.
Após os testículos terem adentrado o escroto, o canal inguinal estreita-se, por constrição da porção superior do processo vaginal. A porção inferior de cada processo vaginal forma um saco de paredes duplas que cobre o testículo. Esta porção é então chamada túnica vaginal. Se a porção superior do processo vaginal não se fecha completamente, torna-se possível que pequenas alças intestinais possam se protrair no canal inguinal. Esta condição é conhecida como hérnia inguinal. Mesmo que o processo vaginal se feche completamente, esta é uma área de maior fraqueza nos homens, e assim um local potencial de hérnia. Pelo fato de, nas mulheres, as gônadas não passarem através das paredes do corpo, e não tornarem mais fracos os músculos que rodeiam os canais inguinais, as hérnias inguinais são menos comuns do que nos homens.
A verdadeira causa da descida dos testículos ainda é desconhecida. Entretanto, ela parece ter início com a produção de testosterona pelos testículos e de certos hormônios pela hipófise. Uma faixa fibromuscular chamada gubernáculo parece auxiliar na decida, mas a maneira precisa como isto acontece ainda não é conhecida. O gubernáculo estende-se da face caudal de cada testículo até o assoalho do escroto, passando pela parede do corpo. À medida que o embrião cresce, o gubernáculo torna-se relativamente cada vez mais curto; mas questiona-se se ele é suficientemente forte para puxar cada testículo em direção ao escroto.
A localização dos testículos no escroto, fora da cavidade abdominopélvica é necessária para o desenvolvimento natural dos espermatozoides. Ocasionalmente, um ou os dois testículos permanecem na cavidade. Esta condição é chamada criptorquidismo. Eventualmente, este testículo pode atrofiar. Como os espermatozoides não são produzidos no testículo criptorquídico, o indivíduo será estéril se ambos os testículos falham na sua descida. O problema do criptorquidismo é que a espermatogênese normal não pode ocorrer à temperatura central do corpo. O escroto constitui um meio de os testículos serem mantidos a uma temperatura inferior à central. Realmente, por meio do 'músculo cremáster, o escroto está apto a regular a temperatura dos testículos numa certa amplitude. Este músculo, que é uma continuidade do músculo oblíquo interno do abdome, estende-se para baixo sobre o cordão espermático e sobre os testículos por meio de uma série de alças. Quando a temperatura ambiente é alta, o músculo se relaxa e o escroto torna-se flácido e alongado, colocando os testículos afastados da parede do corpo e, assim, desaquecendo-os.
Túnica Dartos

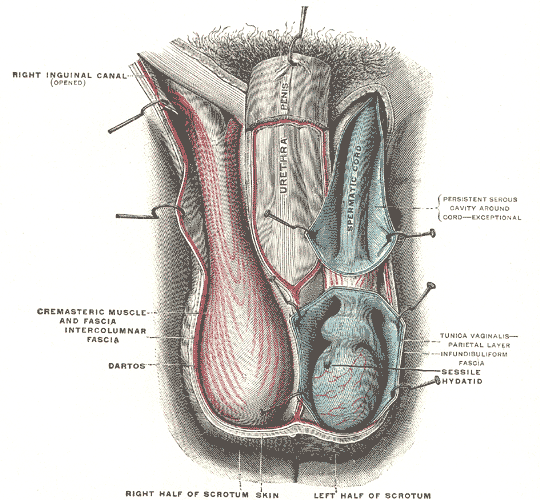
camadas do saco escrotal

O dartos é uma camada de musculatura lisa, que nos homens é denominada tunica dartos, localizada por baixo da pele do escroto. Nas mulheres, esta musculatura está menos desenvolvida e tem a denominação de dartos mulierbris, ficando por baixo da pele dos grandes lábios.
Tem como função regular a temperatura dos testículos, promovendo assim a espermatogénese. Faz isto através da expansão ou contração da pele do escroto. A contração reduz a superfície disponível para perda de calor, aumentando assim a temperatura dos testículos. Inversamente, a expansão aumenta a superfície disponível para a troca de calor, promovendo o arrefecimento dos testículos. Este músculo atua em conjunção com o músculo cremastérico para elevar os testículos (não confundir com o reflexo cremastérico). Em homens idosos, este músculo perde o seu tônus, provocando que os testículos fiquem mais pendentes.